# 柘植綾夫
柘植 綾夫（つげ あやお、1943年6月13日 - 2021年4月8日）は日本の技術者。工学博士。
三菱重工業常務、日本学術会議会員兼総合科学技術会議常勤議員を経て芝浦工業大学学長に就任した。また、2004年から日本混相流学会会長を、2007年から日本伝熱学会会長、2011年から日本工学会会長を務めた。2021年に脳リンパ腫で死亡した。

## 生涯
1967年3月 東京大学工学部舶用機械工学科卒業。1969年3月 東京大学大学院工学系研究科修士課程を修了し、同年4月 三菱重工業(株)入社。1973年3月 東京大学大学院工学研究科博士課程修了。1987年11月 ハーバード・ビジネス・スクール アドバンスト・マネージメント・プログラム AMP101修了。
1997年6月 三菱重工業株式会社技術本部高砂研究所所長就任。2000年6月 同社 取締役技術本部長。2002年4月 同社 代表取締役・常務取締役技術本部長。2005年1月 内閣府総合科学技術会議常勤議員。
2005年10月 日本学術会議会員。2006年2月 学校法人芝浦工業大学学識経験者評議員就任（2007年11月まで）。2007年1月 三菱重工業株式会社特別顧問。同年12月 学校法人芝浦工業大学学長および理事ならびに評議員就任。2011年4月 日本工学会会長就任。